# سابرينا ساتو
سابرينا ساتو رحال (بالبرتغالية: Sabrina Sato Rahal‏) هي مذيعة وعارضة أزياء وممثلة برازيلية ولدت في يوم 4 فبراير 1981 في بلدة بينابوليس في البرازيل لعائلة لبنانية سويسرية من ناحية الأب ويابانية من ناحية الأم، اشتهرت بمشاركتها في برنامج بيغ برازيل 3 وتقديمها لبرنامج بانيتشو، ظهرت صورها في عدة مجلات، كما مثلت في أفلام ومسلسلات كثيرة منها فيلم غراندي فيتوريا في سنة 2014.

## روابط خارجية
- سابرينا ساتو على موقع IMDb (الإنجليزية)
- سابرينا ساتو على موقع ميوزك برينز (الإنجليزية)
- سابرينا ساتو على موقع ديسكوغز (الإنجليزية)
- سابرينا ساتو على موقع قاعدة بيانات الفيلم (الإنجليزية)